# Led Zeppelin (musikalbum)
Led Zeppelin är det brittiska rockbandet Led Zeppelins första studioalbum. Albumet spelades in 1968 och gavs ut 12 januari 1969. Detta album hade sålt multi-platina år 1999.
Detta första album har tagit den mesta inspirationen från legenderna Jimi Hendrix, The Who, Jeff Beck och gruppen Cream och blivit en blandning mellan blues, hard rock och psykedelisk musik.[källa behövs] Det var inte bara de "hårda" gitarrerna som var det speciella. Låtarna på albumet var olika till tempot, men passade ändå mycket bra ihop. Albumet kan sägas vara en stark vändning inom rockmusiken.
Zeppelinaren Hindenburg pryder omslaget till skivan. Bilden är från dagen då den majestätiska zeppelinaren havererade.

## Historia

### Bakgrund
I augusti 1968 var det engelska rockbandet The Yardbirds helt upplöst. Gitarristen Jimmy Page, som var Yardbirds enda kvarvarande medlem, hade rättigheterna till bandnamnet och hade genom avtal skyldigheter att genomföra ett flertal konserter i Skandinavien. Page formade en ny grupp och rekryterade basisten John Paul Jones, sångaren Robert Plant och trummisen John Bonham. Under september 1968 turnerade gruppen i Skandinavien som The New Yardbirds, utöver vissa gamla Yardbirds-låtar framförde man nya låtar som Communication Breakdown, I Can't Quit You Baby, You Shook Me, Babe I'm Gonna Leave You och How Many More Times. I oktober samma år återvände de till England och Page ändrade då gruppens namn till Led Zeppelin och gruppen började spela in sitt debutalbum i Olympic Studios i London.

### Inspelning
Under en intervju 1990 sade Page att albumet bara tog runt 36 timmar i studiotid (utbrett på några veckor) att spela in (inklusive mixning) och tillade att han vet detta på grund av det belopp de fick på studioräkningen. En av de främsta orsakerna till den korta inspelningstiden var att det material gruppen valt för albumet var välrepat och redan hade arrangerats av bandet under gruppens turné i Skandinavien 1968. Page förklarade; "[bandet] hade börjat utveckla arrangemangen under den Skandinaviska turnén och jag visste vilket sound jag ville ha. Allt bara skedde så oerhört fort."
Då bandet ännu inte hade tecknat något avtal med Atlantic Records fick Page och Led Zeppelins manager Peter Grant betala för sessionerna helt själva, vilket innebär att det inte fanns några skivbolagspengar att använda till utökad studiotid. I en annan intervju avslöjade Page att självfinansieringen var till för att säkerställa bandets artistiska frihet: "Jag ville ha total artistisk frihet, för jag visste exakt vad jag ville uppnå med de här killarna. Faktum är att jag finansierade och spelade in det första albumet själv innan vi anslöt oss till Atlantic. ... Det var inte den typiska berättelsen om när man får ett förskott för att göra ett album — vi kom till Atlantic med albumet i handen."
Enligt uppgift spelade gruppen in sina låtar för 1,782 pund. Led Zeppelin-experten Dave Lewis noterade följande: "möjligen med undantaget av de tolv timmarna som The Beatles tog för att spela in sitt debutalbum på Abbey Road, så har sällan studiotid utnyttjats så ekonomiskt. Led Zeppelins debutalbum tjänade in mer än 3,5 miljoner pund, precis under 2.000 gånger mer än de investerade!"
Under inspelningarna, spelade Page på en psykedeliskt målad Fender Telecaster, en gåva från Jeff Beck efter att Page rekommenderat sin barndomsvän till Yardbirds 1965 som tänkbar ersättare till Eric Clapton. Detta var en annan sorts gitarr än de gitarrer han använde på senare album (i synnerhet Gibson Les Paul). Page spelade på Telecastern genom en Supro-förstärkare. Han använde också en Gibson J-200, lånad från Big Jim Sullivan, till de akustiska låtarna på albumet.

### Produktion
Led Zeppelin producerades av Jimmy Page assisterad av Glyn Johns, som tidigare arbetat med bland andra The Beatles, The Rolling Stones och The Who.
| ”            | "Det första albumet är ett livealbum, det är det verkligen, och vi gjorde på det sättet medvetet. Det finns flera pålägg på albumet men de ursprungliga spåren är live." | „ |
| – Jimmy Page | |   |

Enligt uppgift använde Page atmosfären från ett vanligt rum för att förbättra reverb och strukturen på inspelningen, vilket visar Pages innovation vid ljudinspelningar. Fram till slutet av 1960-talet placerade de flesta musikproducenter mikrofoner direkt framför förstärkare och trummor. Till Led Zeppelin utvecklade Page idén att placera en extra mikrofon en bit från förstärkaren (ibland så långt som sex meter). Genom att använda denna teknik blev Page en av de allra första producenter att spela in ett bands "omgivande ljud" — en tons avstånd från ena sidan av ett rum till den andra.
Ett annat anmärkningsvärt inslag i albumet var "läckage" på inspelningar av Robert Plants sång. I en intervju 1998 i Guitar World uppgav Page att "Roberts röst var extremt kraftfull, vilket gjorde att han "läckte över" på några av de andra spåren. Men konstigt nog låter läckaget avsiktligt." På låten You Shook Me använde Page tekniken "baklänges-eko". Detta innebär att man hör ekot innan det "riktiga" ljudet (i stället för efter det).
Led Zeppelin var ett av de första albumen att endast ges ut i stereoform; vid denna tidpunkt var det vanligast att ge ut album i både stereo och mono.

## Omslag

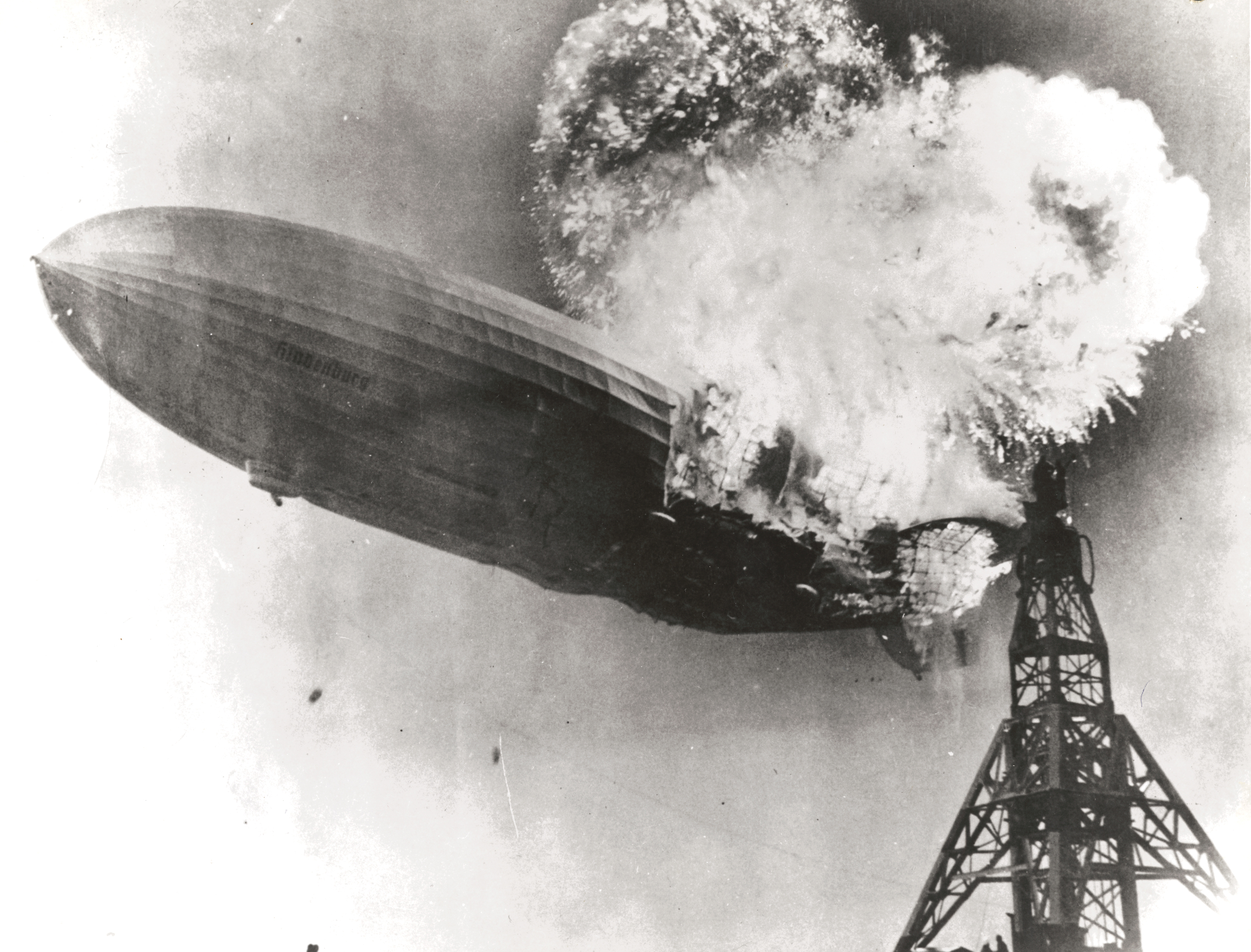
Omslaget till Led Zeppelin är en bild på luftskeppet Hindenburg.

Omslaget till Led Zeppelin, som valdes av Page, är en svart-vit avbildning av det brinnande luftskeppet Hindenburg. Bilden refererar till bandets namn: när Page, Jeff Beck och The Whos Keith Moon och John Entwistle diskuterade tanken att bilda ett band, skämtade Moon, "Det skulle förmodligen haverera likt en Zeppelinare" och Entwistle påstås ha svarat, "... en Lead Zeppelin!"
Albumets baksida har ett foto av bandet som tagits av tidigare Yardbird-medlemmen Chris Dreja. Hela albumomslaget designades av George Hardie, vilken bandet kom att fortsätta samarbeta med för framtida omslag.
Albumomslaget rönde stor uppmärksamhet vid en konsert i februari 1970 i Köpenhamn. Bandet framträdde som "The Nobs" efter ett rättsligt hot från aristokraten Eva von Zeppelin (en släkting till skaparen av Zeppelinaren). När von Zeppelin såg omslaget med Hindenburg i lågor hotade hon med att få konserten inställd. År 2001 skrev Greg Kot i tidningen Rolling Stone att "omslaget på Led Zeppelin... visar luftskeppet Hindenburg, i all sin falliska ära, störta i lågor. Bilden gjorde ett ganska bra jobb med att kapsla musiken på skivan: sex, katastrof och saker som sprängs."

## Låtskrivandet
Albumets begreppsmässiga originalitet visas på låtar som Good Times Bad Times och Communication Breakdown, som hade ett tung distinkt ljud, vilket unga rockfans i slutet av 1960-talet gillade. Led Zeppelin innehåller också en låt med strålsträngad akustisk gitarr av Page, Black Mountain Side, samt en version av låten Babe I'm Gonna Leave You som innehar en blandning av akustiska och elektriska gitarrer.
Dazed and Confused är utan tvekan albumets huvudnummer och innehar en fallande basgång av Jones, tunga trummor från Boham och några kraftfulla gitarriff och solon av Page. På samma låt spelar Page gitarr med en fiolstråke (en idé som föreslagits av David McCallum Sr., som Page träffat under sin tid som studiomusiker). Särskilt mittsektionen av låten förde den psykdeliska rocken till nya experimentella höjder. Dazed and Confused kom sedan att bli Led Zeppelins huvudsignatur under konserter i flera år. Denna gitarrteknik används också på How Many More Times. Den sistnämnda är en blandning av flera gamla blueslåtar och nyskrivet material och är felaktigt krediterad till Page, Jones och Bonham.
Många av Led Zeppelins äldsta låtar var baserade på gamla blueslåtar, och albumet innehöll också tre covers: You Shook Me och I Can't Quit You Baby av Willie Dixon och Babe I'm Gonna Leave You. Jimmy Page trodde att den sistnämnda av dessa sånger var en traditionell folksång han hade hört på ett album av Joan Baez, men detta rättades till på senare utgivningar av albumet då det framkommit att låten skrivits av Anne Bredon på 1950-talet. Dixon, å andra sidan fick helt korrekt kredit som kompositör av sina två låtar (även om You Shook Me senare också kom att krediteras till J. B. Lenoir).
På You Shook Me, härmar Plant muntligt Pages gitarreffekter. Jeff Beck hade tidigare spelat in You Shook Me på albumet Truth, och anklagade då Page för att ha stulit hans idé. Page hade tillsammans med John Paul Jones och Keith Moon spelat på den instrumentala låten Beck's Bolero, som återfanns på Truth, och delar av denna låt användes sedan i How Many More Times. Dessa incidenter gjorde att Beck och Page, som varit gamla barndomskamrater, blev osams.
Robert Plant står inte med som låtskrivare på skivan av juridiska skäl, kopplat till skivbolagsrättigheter.

## Mottagande
I flera utvalda musiktidningar annonserades albumet under parollen "Led Zeppelin - det enda sättet att flyga". Till en början fick albumet dåliga recensioner. Tidningen Rolling Stone skrev att bandet bjöd på "mindre än gruppens tvilling, The Jeff Beck Group, bjöd på för tre månader sedan." De skrev vidare att Plant var "lika sprättig som Rod Stewart men inte alls lika spännande." Rockjournalisten Cameron Crowe skrev några år senare: "Det var under den tiden då hypade supergrupper knappt klarade sig och Led Zeppelin fick till en början kämpa uppströms för att bevisa sin äkthet." I Storbritannien fick albumet en lysande recension i Melody Maker. Chris Welch skrev i en recension att "Deras material förlitar sig inte på uppenbara bluesriff, men när de väl spelar dem, undviker de de utpräglade svagheterna hos de flesta så kallade brittiska bluesband".
Skivan var kommersiellt sett mycket framgångsrik. Led Zeppelin gavs ursprungligen ut i Amerika den 17 januari 1969 under gruppens första amerikanska turné. Innan dess hade Atlantic Records givit ut ett par hundra exemplar av skivan i förskott till radiostationer och recensenter. Gruppen fick goda reaktioner under de inledande konserterna och detta resulterade i att albumet hade 50.000 förbokningar. Inom två månader efter att albumet givits ut nådde det topp 10 på Billboardlistan. Albumet stannade på Billboardlistan i 73 veckor och på de brittiska listorna var det kvar i 79 veckor. Vid 1975 hade albumet tjänat in 7.000.000 dollar.

## Låtlista
| Sida A | Sida A                     | Sida A                                   | Sida A |
| Nr     | Titel                      | Låtskrivare                              | Längd  |
| ------ | -------------------------- | ---------------------------------------- | ------ |
| 1.     | "Good Times Bad Times"     | John Bonham, John Paul Jones, Jimmy Page | 2:46   |
| 2.     | "Babe I'm Gonna Leave You" | Page, Robert Plant, Anne Bredon          | 6:41   |
| 3.     | "You Shook Me"             | Willie Dixon, J. B. Lenoir               | 6:28   |
| 4.     | "Dazed and Confused"       | Page                                     | 6:26   |
| Sida B |                            |                                          |        |
| 1.     | "Your Time Is Gonna Come"  | Jones, Page                              | 4:14   |
| 2.     | "Black Mountain Side"      | Page                                     | 2:05   |
| 3.     | "Communication Breakdown"  | Bonham, Jones, Page                      | 2:27   |
| 4.     | "I Can't Quit You Baby"    | Dixon                                    | 4:42   |
| 5.     | "How Many More Times"      | Bonham, Jones, Page                      | 8:28   |

## Medverkande
- John Bonham – trummor, timpani, kör
- John Paul Jones – bas, orgel, keyboard, kör
- Jimmy Page – akustisk, el och pedal steel gitarr, kör
- Robert Plant – sång, munspel

## Listplaceringar
| Titel                | Listpositioner | Listpositioner | Listpositioner | Listpositioner | Listpositioner | Listpositioner | Listpositioner | Listpositioner | Listpositioner | Listpositioner |
| Titel                | AUS            | CAN            | ESP            | FRA            | GBR            | GER            | JPN            | NOR            | NLD            | USA            |
| -------------------- | -------------- | -------------- | -------------- | -------------- | -------------- | -------------- | -------------- | -------------- | -------------- | -------------- |
| Led Zeppelin         | 9              | 11             | 1              | 115            | 6              | 32             | 36             | 16             | -              | 10             |
| Good Times Bad Times | -              | -              | -              | -              | -              | -              | -              | -              | 17             | 80             |